# Benko Matulić
Benko Matulić, hrvaški admiral, * 1. april 1914, † 4. januar 1976.

## Življenjepis
Med vojno je bil politični komisar več enot. Po vojni je bil med drugim načelnik Višje vojaškopomorske akademije JLA.